# Odra 2

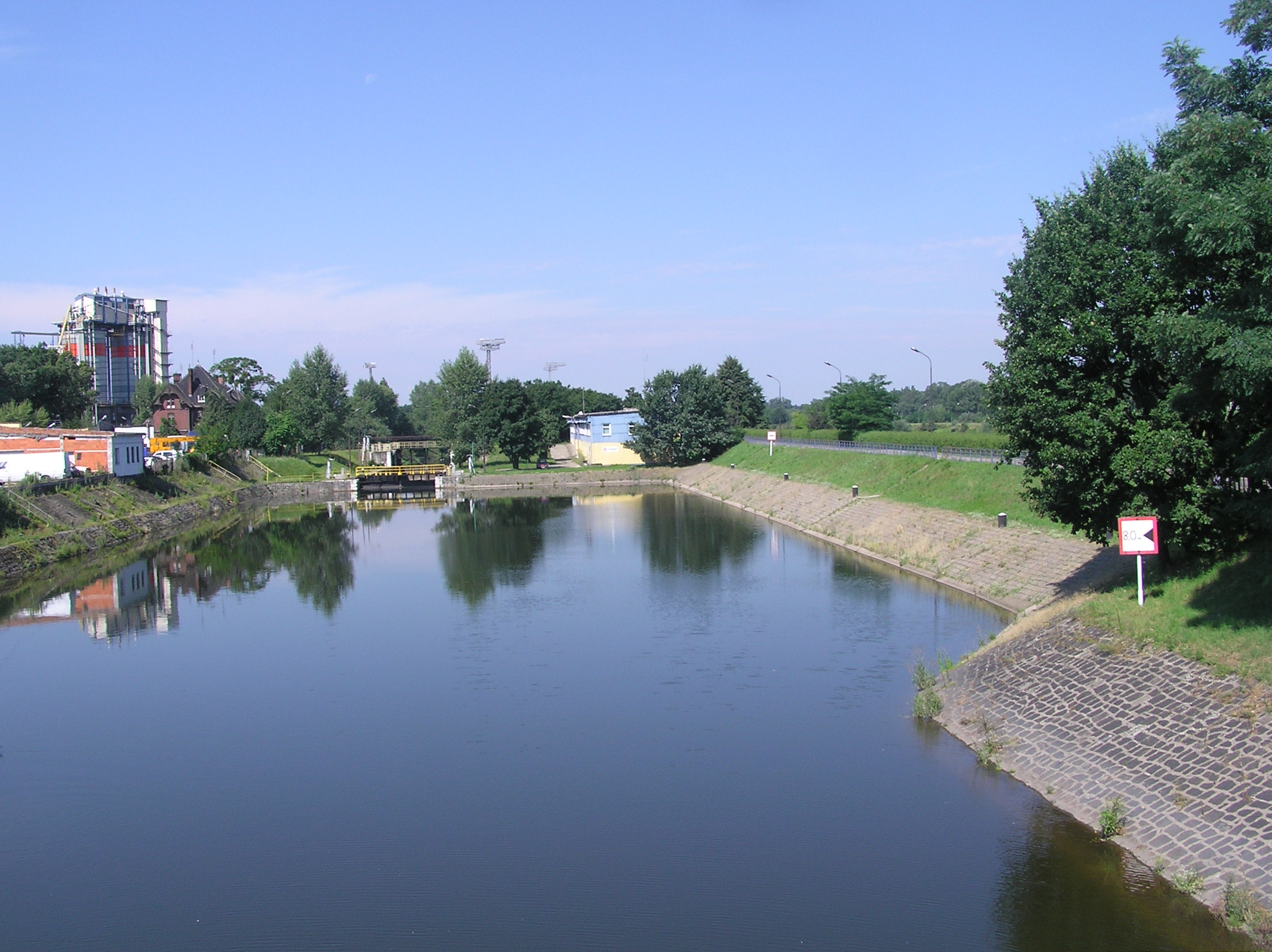
Awanport górny Śluzy Miejskiej, w tle obok śluzy budynek na prawym brzegu – dawna siedziba firmy.

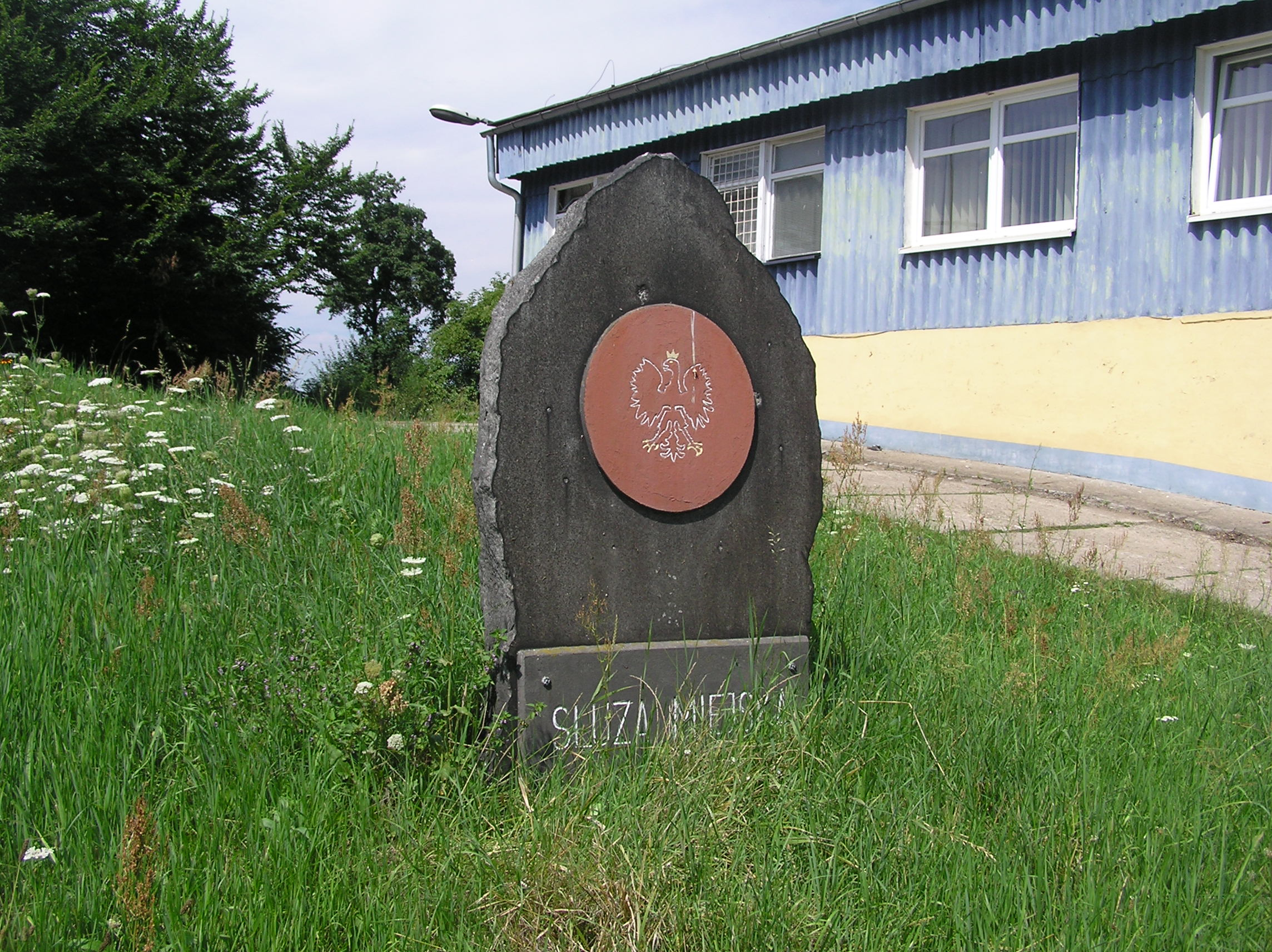
Kamień pamiątkowy obok budynku przy ul. Pasterskiej 2.

Odra 2, Przedsiębiorstwo Budownictwa Hydrotechnicznego "Odra 2" – specjalistyczne przedsiębiorstwo działające w branży budowlanej, w szczególności budownictwa wodnego, mostowego, inżynieryjnego oraz związanego z ochroną środowiska i gospodarką odpadami. Siedziba firmy mieściła się przy ul. Pasterskej 2 we Wrocławiu .
Przedsiębiorstwo zostało utworzone w 1973 r. na bazie zlikwidowanych ówcześnie: Okręgowego Zarządu Wodnego w Opolu i jego delegatury we Wrocławiu, oraz Okręgowego Zarządu Wodnego w Szczecinie. Podmiot istniał do 2005 roku jako przedsiębiorstwo państwowe, kiedy to został wykreślony z Rejestru Przedsiębiorców i z Krajowego Rejestru Sądowego .
Jak wyżej zaznaczono firma specjalizowała się w określonych wyżej dziedzinach budownictwa, co ma swoje odzwierciedlenie w zrealizowanych przez nią obiektach i robotach budowlanych. Były to przede wszystkim:
- budowa obiektów hydrotechnicznych śródlądowych, np.
  - budowa jazów na Odrze: Janowice, Opatowice, Różank, Brzeg Dolny, Oława,
  - remonty śluz wodnych: Opatowice, Ratowice, Dzierźno, Ujście Nysy, Mała Oława, Wróblin, Bartoszowice,
  - budowa i remonty wałów przeciwpowodziowych,
  - roboty w zakresie pogłębiania Odry w Brzegu Dolnym i kanałów odrzańskich śluz: Wróblin, Dobrzeń, Opole, oraz Kanału Żeglugowego we Wrocławiu,
- roboty budowlane w zakresie hydrotechniki morskiej, w tym budowa umocnień brzegów morskich w Kołobrzegu, Mielnie, Ustroniu Morskim,
- roboty inżynieryjne, takie jak budowa sieci wodociągowych i kanalizacyjnych, układanie podwodnych przejścia kabli, rurociągów,
- budowa i roboty w zakresie obiektów ochrony środowiska takiej jak oczyszczalnie ścieków, przepompownie, składowiska odpadów,
- roboty budowlane w zakresie mostów, w szczególności przedsiębiorstwo specjalizowało się w ich remontach.

Wśród prowadzonych przez przedsiębiorstwo robót budowlanych wymienić można także prace związane z zabezpieczaniem osuwiska w kopalni Turów. Obszar działania firmy nie był ograniczony do zachodniej Polski, bowiem przedsiębiorstwo prowadziło roboty także na budowach w obszarze dorzeczy: Wisły, Noteci oraz rzek na terytorium Czech (rzeki: Wełtawa, Łaba).